# Gedik Ahmet Pasha
Gedik Ahmet Pasha var en osmansk storvesir. Han var svärson till Is'hak Pasha. Han beklädde posten som storvesir åren 1474–1477. Sultanen Beyazit II lät avrätta honom år 1482.